# Ligur-tenger
A Ligur-tenger (olaszul: Mar Ligure, ligur nyelven: Mâ Ligure) a Földközi-tenger egyik beltengere, az Olasz-Riviéra, Liguria, Toszkána, valamint Korzika és Elba szigete között. Vízfelületét Olaszország, Monaco, és Franciaország, valamint a Földközi-, és a Tirrén-tenger határolja. Legfontosabb partmenti városa Genova. A tenger legmélyebb, 2850 m mély pontja Korzikától északra helyezkedik el.
A Genovai-öböl alkotja a tenger legészakibb részét. Az itt fekvő Genova, La Spezia és Livorno térségére a sziklás partok jellemzőek, hasonlóan az északnyugati partokhoz, melyet klímája, és természeti adottságai felkapott üdülőhellyé tettek. A keleti parton ömlik a tengerbe a térség legjelentősebb folyója, az Arno, valamint több más kisebb, az Appenninekben eredő vízfolyás.
A tengerben élő cetfélék megmentésére a part menti országok 1999-ben létrehozták a Specially Protected Areas of Mediterranean Importance (Spami) nevű szervezetet. A Ligurian Sea Cetacean Sanctuary jelenleg 84 000 km²-nyi felületű mélytengerre terjed ki.

## További információk

A Ligur-tenger határai
─ a Nemzetközi Hidrográfiai Szervezet szerint
─ az Olasz Haditengerészet Hidrográfiai Intézete szerint